# Tom Clancy's The Division 2
Tom Clancy's The Division 2 je online akční hra na hraní rolí vyvinutá společností Massive Entertainment a publikovaná společností Ubisoft. Pokračování The Division: Tom Clancy (2016) se odehrává v blízké budoucnosti Washingtonu, DC v důsledku pandemie neštovic, a sleduje agenta Strategické domovské divize, když se snaží znovu vybudovat město. Hra byla vydána pro Microsoft Windows, PlayStation 4 a Xbox One dne 15. března 2019. Od kritiků obdržela obecně příznivé recenze, přičemž většina z nich si všimla zlepšení oproti prvnímu dílu.

## Hratelnost
Hraje se z pohledu třetí osoby a je to krycí střílečka třetí osoby, kde až čtyři hráči dokážou společně dokončit mise.Hra se odehrává ve Washingtonu DC sedm měsíců po jejím předchůdci, ve kterém vypukne občanská válka mezi pozůstalými a darebnými skupinami záškodníků. Oblast Dark Zone jako v prvním díle znovu bude obsahovat jedny z nejlepších předmětů ve hře. Rovněž se pak jedná o vůbec nejnebezpečnější oblast, do které se můžeš vydat a strach, pomsta a neklid se zde dostávají do vyšších sfér.